# Садове (Синельниківський район)
Садо́ве — село в Україні, в Синельниківському районі Дніпропетровської області. Входить до складу Раївської сільської громади. Населення за переписом 2001 року становить 47 осіб. 

## Історія
До 2017 року орган місцевого самоврядування — Луб'янська сільська рада.
12 червня 2020 року, відповідно до розпорядження Кабінету Міністрів України № 709-р від «Про визначення адміністративних центрів та затвердження територій територіальних громад Дніпропетровської області», увійшло до складу Раївської сільської громади.
19 липня 2020 року, в результаті адміністративно-територіальної реформи та ліквідації   Синельниківського (1923—2020) району, село увійшло до складу новоутвореного Синельниківського району.

## Географія
Село Садове знаходиться на правому березі річки Нижня Терса, вище за течією на відстані 3 км розташоване село Новоолександрівка, нижче за течією на відстані 0,5 км розташоване село Циганівка. На західній околиці села Балка Буруштайка впадає у річку Нижню Терсу.

## Інтернет-посилання
- Погода в селі Садове